# Жучихин, Виктор Иванович
Виктор Иванович Жучи́хин (31 августа 1921, Люторецкое, Московская область— 20 февраля 2008, Снежинск, Челябинская область) — советский учёный, участник атомной программы.

## Биография
Родился в деревне Люторецкое (ныне Чеховский район, Московская область). В 1931 году переехал в Москву, где его отец работал модельером-закройщиком на обувной фабрике.
В 1939 году окончил среднюю школу № 36 Фрунзенского РОНО и поступил на факультет «Боеприпасы» МВТУ имени Н. Э. Баумана.
Участник обороны Москвы, служил связным-мотоциклистом в роте связи полка особого назначения 3-й Московской дивизии с сентября, по декабрь 1941 года. Демобилизован по ранению.
Окончил МВТУ в 1947 году, факультет боеприпасов, квалификация инженер-механик.
- 1947—1955 годы инженер, старший инженер, научный сотрудник, заместитель начальника отдела КБ-11 (ныне РФЯЦ — ВНИИЭФ, Саров Нижегородской области).
- 1955—1969 годы начальник отдела, начальник сектора, заместитель главного конструктора НИИ-1011 (ныне РФЯЦ — ВНИИТФ имени акад. Е. И. Забабахина).
- 1969—1982 годы первый заместитель главного конструктора Конструкторского бюро автотранспортного оборудования Минатома, Мытищи.
- 1986—1993 годы старший научный сотрудник РФЯЦ — ВНИИТФ, Снежинск.

С 30 сентября 1993 года на пенсии.
Специалист в области прикладной газодинамики, разработки и испытаний ядерных зарядов и боеприпасов, применений ядерных взрывов в промышленных целях.
Кандидат технических наук (1955).
Участник разработки элементов конструкции первой советской атомной бомбы и её испытаний на полигоне в Семипалатинске. Руководил работой газодинамического отделения по созданию последующих образцов ядерного оружия. Разработчик аппаратуры и технологии подготовки и проведения промышленных взрывов ядерных зарядов для тушения аварийных газовых фонтанов, создания подземных резервуаров для хранения вредных химических отходов, для сейсмического зондирования земной коры, для сооружения водохранилищ и каналов.

## Награды и премии
- Сталинская премия второй степени (1949) — за разработку методики исследования плотности и максимальных давлений в центральной части атомной бомбы
- Сталинская премия второй степени (1951) — за участие в разработке важнейших узлов изделия РДС.
- Сталинская премия третьей степени (1953 — за разработку кинематики и динамики обжатия взрывом применительно к изделиям РДС-6с и РДС-5года
- два ордена Ленина (1949, 1962)
- орден Октябрьской революции (1970)
- орден Трудового Красного Знамени (1954)
- медали

## Научные труды
Автор литературно-публицистических сочинений:
- Жучихин В. И. Первая атомная: Записки инженера-исследователя [о создании атомной бомбы и атомного центра «Арзамас-16»]. — М. : ИздАТ, 1993. — 110, [2] с. : ил. — (Русские сенсации).
- Жучихин В. И. О разработке и испытании первой атомной бомбы // Хочешь мира — будь сильным: Сб. материалов конференции по истории разработок первых образцов атомного оружия. — Арзамас-16. РФЯЦ—ВНИИЭФ, 1995. — С. 114—126
- Жучихин В. И. Кирилл Иванович Щелкин // Хочешь мира — будь сильным: Сб. материалов конференции по истории разработок первых образцов атомного оружия. — Арзамас-16. РФЯЦ—ВНИИЭФ, 1995. — С. 183—192
- Жучихин В. И. Павел Михайлович Зернов // Хочешь мира — будь сильным: Сб. материалов конференции по истории разработок первых образцов атомного оружия. — Арзамас-16. РФЯЦ—ВНИИЭФ, 1995. — С. 193—202
- Жучихин В. И. Подземные ядерные взрывы в мирных целях. — Изд-во РФЯЦ-ВНИИТФ, 2007 ; ISBN, 5902278228, 9785902278221